# Mátra

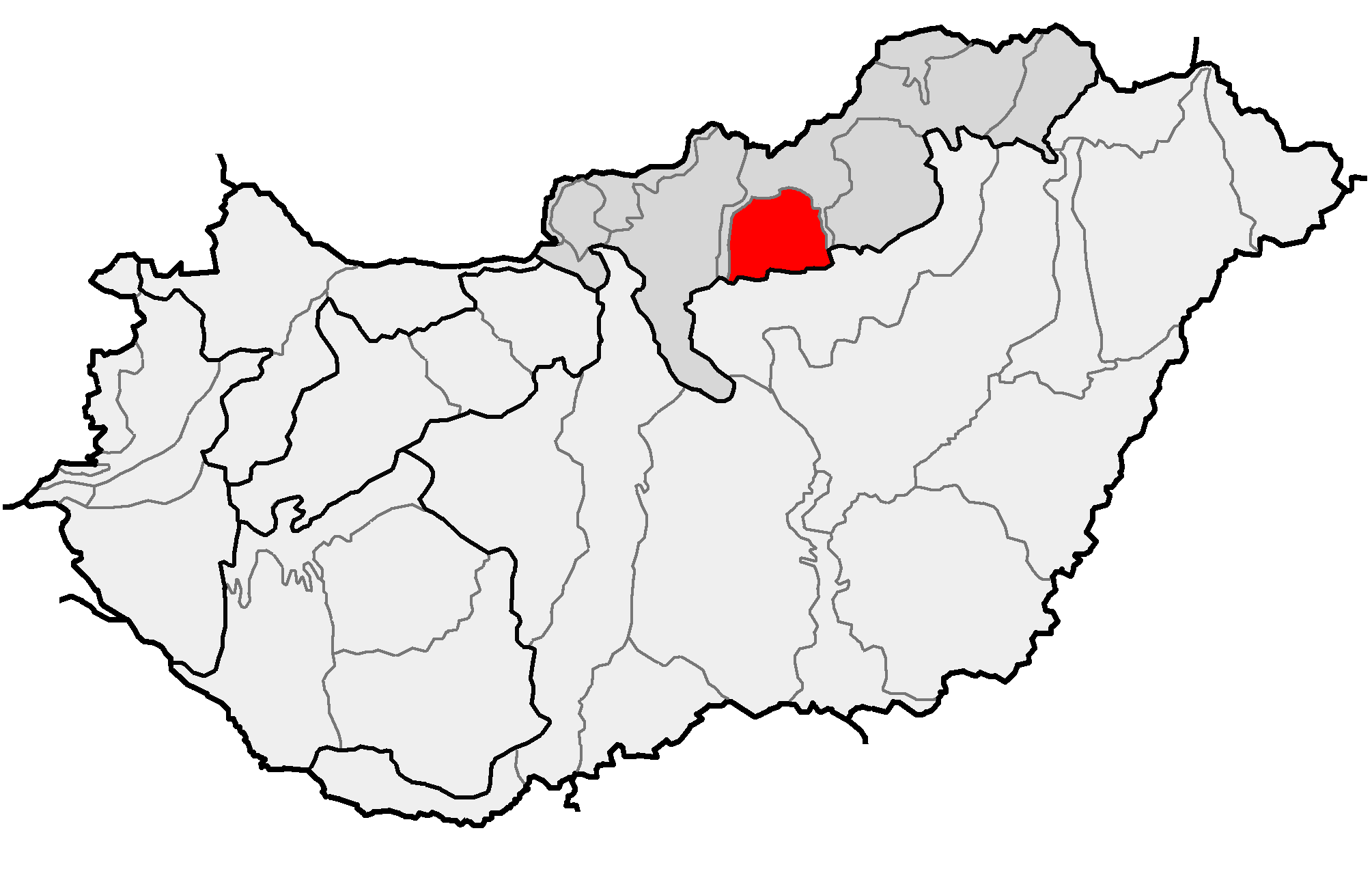
Mátra en Hungría.

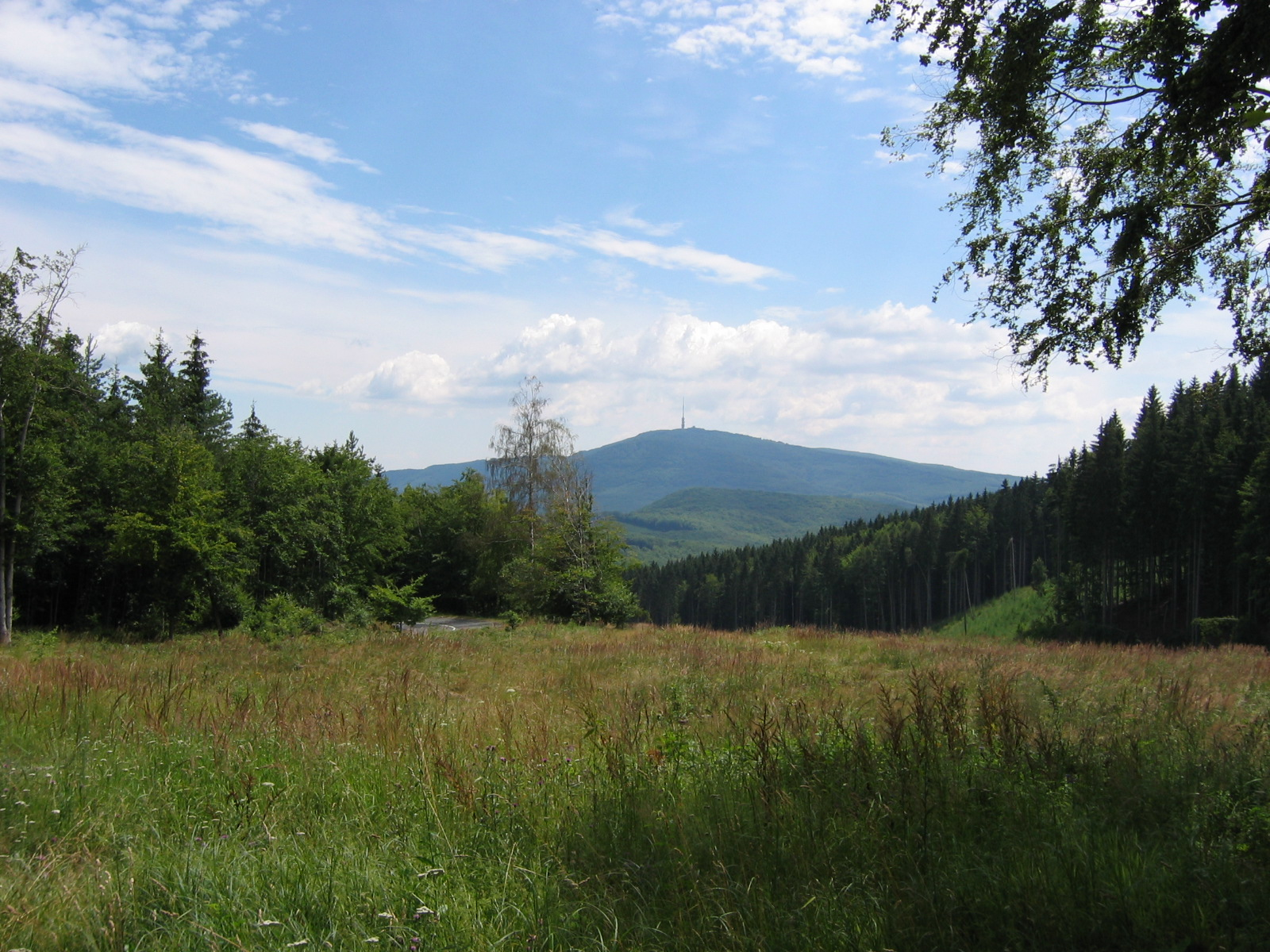
Monte Kékes (1014 m).

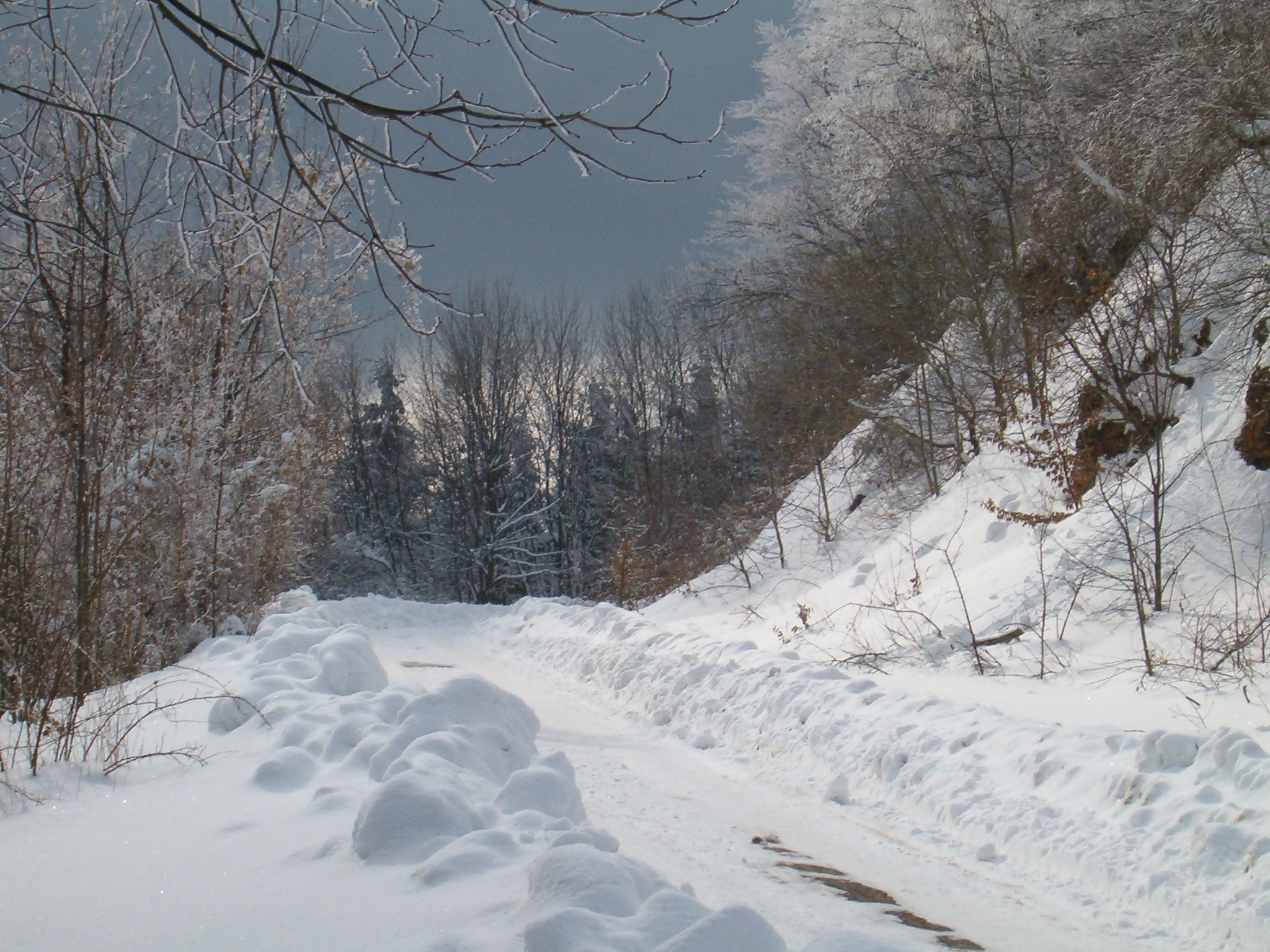
Paisaje invernal en Mátra.

Mátra es una cadena montañosa en Hungría septentrional, entre las ciudades de Gyöngyös y Eger. El pico más alto del país, Kékestető (1014 m), pertenece a esta cordillera.
Las montañas Mátra son parte de la Cordillera septentrional y pertenecen por su origen a la más grande zona volcánica joven de Europa. Se encuentran entre los valles del río Tarna y el Zagyva. Las montañas Mátra pueden dividirse en varias partes fácilmente distinguibles. El punto más alto de las Mátra occidentales es Muzsla (805 m). La así llamada Mátra central está formada por la meseta de Mátrabérc (cresta de Mátra) y los grupos de conos volcánicos de Galya-tető y Kékestető. Laderas inclunadas y escabrosas alternan entre sí, cubiertas por cerrados bosques de fagáceas. Laderas más suaves y valles paralelos fluyen descendiendo hacia el sur, y el más grande de ellos es el llamado Nagy-völgy (Gran Valle). La "principal entrada" a las montañas Mátra se formó en paralelo con el valle de Nagy-patak (Gran Corriente), que va desde Mátrafüred hasta Mátraháza. Desde el paisaje cubierto de viñedos a los pies del Mátra los viajeros pueden llegar a las montañas boscosas en un momento. Hacia el este, después de un inclinado escarpe de los 898 metros del Saskő (Piedra del águila), los picos de 650 y 750 metros de alto de los Mátra orientales van uno detrás de otro. La parte septentrional de la cadena montañosa se llama Mátralába (los pies de Mátra). Es una región ondulada cubierta con pequeños conos volcánicos de entre 250 y 400 metros de alto, con tierras arables en su mayor parte cultivadas.